# Wilhelm Petersén
Wilhelm Knut Petersén, detto Mulle (Stoccolma, 2 ottobre 1906 – Nacka, 11 dicembre 1988), è stato un hockeista su ghiaccio svedese.

## Palmarès

### Olimpiadi invernali
- Argento a Sankt Moritz 1928 nell'hockey su ghiaccio.

### Europei
- Oro a Berlino 1932.